# كينيث بيكون
كينيث بيكون (بالإنجليزية: Kenneth Bacon)‏ هو صحفي وكاتب العمود أمريكي، ولد في 21 نوفمبر 1944 في برونكسفيل في الولايات المتحدة، وتوفي في 15 أغسطس 2009 في بلوك آيلاند في الولايات المتحدة بسبب ورم ميلانيني.

## وصلات خارجية
- كينيث بيكون على موقع إن إن دي بي (الإنجليزية)